# سوپرمرین تایپ ۳۲۲
سوپرمرین تایپ ۳۲۲ (به انگلیسی: Supermarine_Type_322) یک هواگرد ملخ‌پیشین تک‌موتوره از نوع عملیات شناسایی ساخت شرکت Supermarine است. هواگرد سوپرمرین تایپ ۳۲۲ نخستین پروازش را در 6 فوریه ۱۹۴۳ میلادی انجام داد. در مجموع، تعداد ۲ فروند از این هواگرد ساخته شده‌است.